# Paul Ray
Paul Ray é um membro da Utah State House of Representatives nos Estados Unidos. Representa o 13º districto que cobre North West Davis County. Paul serve desde 2001. Ele serve os seguintes comitês:
- Criminal Justice & Law Enforcement
- Health and Human Services (Chairman)
- Health and Human Services Appropriations
- Medicaid Reform Taskforce
- Child Welfare Legislative Oversight Committee
- American Legislative Exchange Council: Criminal Justice & Homeland Security Task Force (Chair)